# Ценжковице
Ценжковице (пол. Ciężkowice) — город в Польше, входит в Малопольское воеводство, Тарнувский повят. Имеет статус городско-сельской гмины. Занимает площадь 9,99 км². Население — 2407 человек (на 2004 год).

## Достопримечательности
- В городе находятся несколько воинских захоронений времён Первой мировой войны:
  - Воинское кладбище № 137 (Ценжковице) — памятник Малопольского воеводства;
  - Воинское кладбище № 141 (Ценжковице) — памятник Малопольского воеводства.